# ییژینا پتروویتسکا
ییژینا پتروویتسکا (چکی: Jiřina Petrovická؛ ‏ ۳۰ ژانویهٔ ۱۹۲۳ – ۱۰ اکتبر ۲۰۰۸) بازیگر اهل چکسلواکی بود.
از فیلم‌هایی که وی در آن نقش داشته‌است، می‌توان به مردان بدون بال اشاره نمود.